# Phare de Tarbert Island
Le phare de Tarbert Island est un phare situé sur le côté sud de l'estuaire du fleuve Shannon, au nord de Tarbert dans le Comté de Clare (Irlande). Il est géré par les autorités portuaires de Limerick.

## Histoire
C'est une tour ronde de 22,5 m de haut construite en 1834, avec lanterne et galerie, peinte en blanc. Une passerelle métallique, construite vers 1840, relie l'ouvrage au rivage.
Ce phare, géré d'abord par les commissioners of Irish Lights, a été transféré en 1981 à la Shannon Foynes Port Company de Limerick. Le site est fermé.